# کارآگاه کوالا
کاراگاه کوالا با عنوان اصلی کوالایی به نام آرچیبالد (Archibald the Koala) یک مجموعه تلویزیونی پویانمایی برای کودکان است که توسط کمپانی میلیمیجز با همکاری هیت اینترتیمنت تولید شد. این پویانمایی محصول کشور فرانسه است. شروع پخش این مجموعه تلویزیونی در سال ۱۹۹۸ است. این مجموعه در چهار فصل ۵۲ قسمت ۱۳ دقیقه‌ای و در دو نسخه فرانسوی و انگلیسی تهیه شده است، این مجموعه بعدها توسط شبکه ۱ دوبله و پخش شد.

## خلاصه داستان
داستان‌های این مجموعه تلویزیونی در جزیرهٔ دور افتاده‌ای به نام راستوپ که ساکنینش کوالاها و گورکن‌ها هستند، اتفاق می‌افتد. ساکنین این جزیره علاوه بر کاراگاه کوالا، شخصیت‌های عجیبی مانند شهرداری عصبی، مخترعی ناامید و نقاشی برجسته هستند. در این مجموعه همیشه مسایل و مشکلات سخت و عجیبی برای کاراگاه کوالا اتفاق می‌افتد و او آن‌ها را حل می‌کند به همین خاطر در بین افراد جزیره مورد اعتماد است.

## شخصیت‌های اصلی
- کاراگاه آرچیبالد (کوالا): کاراگاه و شخصیت اصلی داستان
- آگاتا: نویسنده کتاب داستان و همسر کاراگاه کوالا
- آرشیدوک: شهردار شهر
- جوزت: همسر آرسیدوک
- جیووانی: خواننده اپرا
- جان دوری: ماهی‌گیر و شوهر آیریس
- آیریس دوری: گلفروش و همسر جان
- ادیسون: مخترع
- ماری: معمار و نقاش
- سالیوان: صاحب چاپ‌خانه، روزنامه‌نگار و شوهر گازت
- گازت: همسر سالیوان
- سوفلی: آشپز جزیره
- جولی: معلم مدرسه و ستاره‌شناس

## پخش به زبان فارسی
این مجموعه تلویزیونی از شبکه ۱ سیمای جمهوری اسلامی ایران پخش شد.

## پخش بعضی از قسمت های این انمیشن
شما میتوانید با کلیک بر روی "لینک" قسمت هایی از سریال کاراگاه کوالا را در اپارات تماشا کنید